# Lambrinia
Lambrinia (fino al 1938 Camatta) è un centro abitato d'Italia, frazione del comune di Chignolo Po.
Al censimento del 21 ottobre 2001 contava 850 abitanti.

## Geografia fisica
Il centro abitato è sito a 65 metri sul livello del mare.

## Società

### Religione
Il centro abitato di Lambrinia è sede di una parrocchia della diocesi di Pavia dedicata a Sant'Antonio da Padova, eretta nel 1946.

## Infrastrutture e trasporti

### Ferrovie

La stazione di Lambrinia

Lambrinia è servita da una fermata ferroviaria posta sulla linea Pavia-Mantova.

### Esplicative
1. ↑  La ferrovia Pavia-Mantova, così definita ufficialmente da RFI, è descritta nelle due voci di it.wiki denominate "Ferrovia Pavia-Cremona" e "Ferrovia Cremona-Mantova".

### Bibliografiche
1. 1 2 3  ISTAT - 14º Censimento Generale della Popolazione e delle Abitazioni - Tavola: Popolazione residente per sesso
2. ↑  Regio decreto 15 novembre 1938, n. 1932, in materia di "Autorizzazione al cambiamento della denominazione della frazione Camatta, del comune di Chignolo Po, in provincia di Pavia, in «Lambrinia»."
3. ↑   Parrocchia di Sant'Antonio di Padova 1946 - [1989], su lombardiabeniculturali.it.